# Heliconia harlingii
Heliconia harlingii är en enhjärtbladig växtart som beskrevs av Bengt Lennart Andersson. Heliconia harlingii ingår i släktet Heliconia och familjen Heliconiaceae. Inga underarter finns listade.